# Romance 76
Romance 76 is het debuutalbum van Peter Baumann; het is zijn eerste album onder eigen naam.

## Inleiding
Peter Baumann was ten tijde van de opnamen nog lid van Tangerine Dream (TD), die band had een strikt rooster van optredens, opnamen en vakantie. Baumann, overigens net als Edgar Froese en Christopher Franke, zag een deel van zijn inbreng op de plank belanden en had in 1976 zelf voldoende materiaal verzameld om een album onder eigen naam uit te (laten) geven. TD kreeg in die jaren zelf grotere bekendheid dankzij albums als Stratosfear en Sorceror. Muziek van die band sijpelde door naar werk van Baumann en natuurlijk andersom. Het album werd opgenomen in de Victoria Studio in Berlijn (Meadow part 1 in München, Bavaria Studio); een ruimte in een grote fabriek waar TD ook wel verbleef tijdens repetities om hun oeuvre naar de podia te brengen. In die studio had TD een enorme wand (The big one) opgebouwd met geschakelde elektronica benodigd voor hun muziek. 
Een onverwachte bijdrage kwam van David Bowie, die fan was van TD en ook wel in Berlijn verbleef. Baumann liet hem zijn privé-opnamen horen en ook nog zijn aanvullende ideeën om de klank verder te verdichten. Bowie zei toen iets in de trant; het is goed zoals het is. De muziek van het album klinkt wellicht daarom minder vol dan genoemd werk van TD.

## Musici
- Peter Baumann – analoge synthesizers, elektronica
- leden van Münchner Philharmoniker onder leiding van Baumann

## Muziek
| Nr. | Titel                               | Duur |
| --- | ----------------------------------- | ---- |
| 1.  | Bicentennial presentation (Baumann) | 4:48 |
| 2.  | Romance (Baumann)                   | 6:02 |
| 3.  | Phase by phase (Baumann)            | 7:35 |

| Nr. | Titel                                 | Duur |
| --- | ------------------------------------- | ---- |
| 1.  | Meadow of infinity (part 1) (Baumann) | 3:48 |
| 2.  | The glass bridge (Baumann)            | 3:45 |
| 3.  | Meadow of infinity (part 2) (Baumann) | 6:45 |

Phase by phase werd later de titel van een verzamelbox van het werk van Baumann.

## Nasleep
Na de uitgifte ging Baumann heel even weer verder met TD. Hij stapte er in 1977 uit. In 1979 volgde zijn tweede soloalbum, daarna werd hij meer muziekproducent. Ondanks dat het solowerk van Baumann (ten opzichte van het werk van TD) vrij onbekend is gebleven, kwamen er toch diverse heruitgaven van Romance 76. In 1990 kwam de eerste compact discversie, maar die verdween al snel weer van de markt. In 2016 verschenen er zelfs twee vlak achter elkaar; een persing via Esoteric Reactive en via Bureau B; het platenlabel van Baumann zelf.